# Andreas Shipanga
 (décembre 2017).
Andreas Zack Shipanga (né le 26 octobre 1931 à Ondangwa et mort le 10 mai 2012 dans la région d'Oshikoto) est un homme politique de Namibie, qui fut membre fondateur de la SWAPO.

## Biographie
Andreas Shipenga est né dans le Sud-Ouest africain alors sous mandat de l'Union sud-africaine. Après des études pour être instituteur, il devint finalement travailleur migrant et mineur.
Militant de l'indépendance du Sud-Ouest Africain, il est l'un des membres fondateurs du congrès du peuple d'Ovamboland (Ovamboland People's Congress - OPC) puis de l'organisation du peuple d'ovamboland (Ovamboland Peoples Organisation - OPO) et participe également à la fondation de l'"Organisation du peuple du Sud-Ouest Africain" (SWAPO) en 1960.
Exilé en 1963 pour éviter d'être arrêté par la police sud-africaine, il représente d'abord la SWAPO à Léopoldville puis au Caire (1964-1969).
De 1970 à 1976, il est le secrétaire à l'information de la SWAPO.
En 1976, il tente de renverser la direction de la SWAPO à qui il reproche d'être corrompue, intransigeante et incompétente. Avec 2 000 partisans, il tente de prendre le contrôle du quartier général du parti à Lusaka en Zambie mais à l'appel de Sam Nujoma, le président de la SWAPO, le président zambien Kenneth Kaunda fit arrêter les insurgés, accusés d'espionnage au profit de l'Afrique du Sud. Plusieurs d'entre eux seront envoyés dans des camps de la SWAPO en Tanzanie ou en Angola, d'autres seront libérés et d'autres enfin disparaitront à jamais.
D'abord emprisonné en Zambie, Shipanga est transféré dans une geôle de la SWAPO en Tanzanie. Il n'est libéré qu'en mars 1978 à la suite de plusieurs pressions diplomatiques ; il est formellement exclu de la Swapo cette même année.
Après s'être réfugié dans un pays scandinave, Andreas Shipanga revint finalement dans le Sud-Ouest Africain/Namibie pour participer à la dite "solution interne" proposée lors de la conférence de la Turnhalle initiée par le gouvernement sud-africain. Shipanga fonde alors le parti "SWAPO-Democrats" dit encore SWAPO-D, en concurrence à la SWAPO interne de Namibie (Dite SWAPO-N comme SWAPO - Nujoma).
Du 1er février au 30 avril 1987 puis du 18 octobre à décembre 1988, Shipanga est président du gouvernement transitoire d'unité nationale de Namibie.
Lors des élections générales de novembre 1989, la SWAPO-D est balayée avec moins de 1 % des voix.
De santé fragile, voulant éviter également toute action de vengeance de la part du nouveau gouvernement namibien dirigé par la SWAPO, Andreas Shipanga abandonne alors définitivement la politique.